# United Soccer League 2017
La temporada 2017 de la United Soccer League fue la 7.ª edición de la competición. La temporada empezó el 25 de marzo y terminó el 13 de noviembre con la participación de 30 equipos.

## Equipos participantes
| Equipo                       | Sede                          | Estadio                          | Año de Fundación | Unión a USL Pro | Entrenador                        |
| ---------------------------- | ----------------------------- | -------------------------------- | ---------------- | --------------- | --------------------------------- |
| Eastern Conference           |                               |                                  |                  |                 |                                   |
| Bethlehem Steel FC           | Bethlehem, Pensilvania        | Goodman Stadium                  | 2015             | 2016            | Brendan Burke                     |
| Charleston Battery           | Charleston, Carolina del Sur  | MUSC Health Stadium              | 1993             | 2011            | ALEJANDRO JOSE "HUSKY" SAITCEVSKY |
| Charlotte Independence       | Charlotte, Carolina del Norte | Mecklenburg County Sportsplex    | 2014             | 2015            | DANIEL "NATESON" PEREZ            |
| FC Cincinnati                | Cincinnati, Ohio              | Nippert Stadium                  | 2015             | 2016            | HUGO "EL CHINO"                   |
| Harrisburg City Islanders    | Harrisburg, Pensilvania       | FNB Field                        | 2004             | 2011            | Bill Becher                       |
| Louisville City              | Louisville, Kentucky          | Louisville Slugger Field         | 2014             | 2015            | James O'Connor                    |
| New York Red Bulls II        | Montclair, Nueva Jersey       | MSU Soccer Park                  | 2015             | 2015            | John Wolyniec                     |
| Orlando City B               | Melbourne, Florida            | Titan Soccer Complex             | 2015             | 2016            | Anthony Pulis                     |
| Ottawa Fury FC               | Ottawa, Ontario               | Estadio TD Place                 | 2011             | 2017            | Paul Dalglish                     |
| Pittsburgh Riverhounds       | Pittsburgh, Pensilvania       | Highmark Stadium                 | 1999             | 2011            | Dave Brandt                       |
| Richmond Kickers             | Richmond, Virginia            | City Stadium                     | 1993             | 2011            | Leigh Cowlishaw                   |
| Rochester Rhinos             | Rochester, Nueva York         | Capelli Sport Stadium            | 1996             | 2011            | Bob Lilley                        |
| St. Louis FC                 | San Luis, Misuri              | Marshall Wireless Stadium        | 2014             | 2015            | Preki                             |
| Tampa Bay Rowdies            | St. Petersburg, Florida       | Al Lang Stadium                  | 2008             | 2017            | Stuart Campbell                   |
| Toronto FC II                | Vaughan, Ontario              | Ontario Soccer Centre            | 2014             | 2015            | Jason Bent                        |
| Western Conference           |                               |                                  |                  |                 |                                   |
| Colorado Springs Switchbacks | Colorado Springs, Colorado    | Sand Creek Stadium               | 2014             | 2015            | Steve Trittschuh                  |
| LA Galaxy II                 | Carson, California            | StubHub Center                   | 2014             | 2014            | Mike Muñoz                        |
| OKC Energy FC                | Oklahoma City, Oklahoma       | Taft Stadium                     | 2013             | 2014            | Jimmy Nielsen                     |
| Orange County SC             | Irvine, California            | Anteater Stadium                 | 2010             | 2011            | Logan Pause                       |
| Phoenix Rising FC            | Phoenix, Arizona              | Phoenix Rising FC Soccer Complex | 2014             | 2014            | Frank Yallop                      |
| Portland Timbers 2           | Portland, Oregón              | Merlo Field                      | 2014             | 2015            | Andrew Gregor                     |
| Real Monarchs                | Sandy, Utah                   | Rio Tinto Stadium                | 2014             | 2015            | Mike Petke                        |
| Reno 1868 FC                 | Reno, Nevada                  | Greater Nevada Field             | 2015             | 2017            | Ian Russell                       |
| Rio Grande Valley FC Toros   | Edinburg, Texas               | H-E-B Park                       | 2015             | 2016            | Junior González                   |
| Sacramento Republic FC       | Sacramento, California        | Bonney Field                     | 2012             | 2014            | Paul Buckle                       |
| San Antonio FC               | San Antonio, Texas            | Toyota Field                     | 2015             | 2016            | Darren Powell                     |
| Seattle Sounders 2           | Tukwila, Washington           | Starfire Stadium                 | 2014             | 2015            | Ezra Hendrickson                  |
| Swope Park Rangers           | Kansas, Misuri                | Swope Soccer Village             | 2015             | 2016            | Nikola Popović                    |
| Tulsa Roughnecks             | Tulsa, Oklahoma               | ONEOK Field                      | 2013             | 2015            | David Vaudreuil                   |
| Whitecaps FC II              | Vancouver, Columbia Británica | Thunderbird Stadium              | 2014             | 2015            | Rich Fagan                        |

## Clasificación

### Conferencia este
| Pos. | Equipo                    | PJ | PG | PE | PP | GF | GC | DG  | Pts. |                              |
| ---- | ------------------------- | -- | -- | -- | -- | -- | -- | --- | ---- | ---------------------------- |
| 1    | Louisville City FC        | 32 | 18 | 8  | 6  | 58 | 31 | +27 | 62   | Clasificados a los Play-Offs |
| 2    | Charleston Battery        | 32 | 15 | 9  | 8  | 53 | 33 | +20 | 54   | Clasificados a los Play-Offs |
| 3    | Tampa Bay Rowdies         | 32 | 14 | 11 | 7  | 50 | 35 | +15 | 53   | Clasificados a los Play-Offs |
| 4    | Rochester Rhinos          | 32 | 14 | 11 | 7  | 36 | 28 | +8  | 53   | Clasificados a los Play-Offs |
| 5    | Charlotte Independence    | 32 | 13 | 9  | 10 | 52 | 40 | +12 | 48   | Clasificados a los Play-Offs |
| 6    | FC Cincinnati             | 32 | 12 | 10 | 10 | 46 | 48 | −2  | 46   | Clasificados a los Play-Offs |
| 7    | New York Red Bulls II     | 32 | 13 | 5  | 14 | 57 | 60 | −3  | 44   | Clasificados a los Play-Offs |
| 8    | Bethlehem Steel FC        | 32 | 12 | 8  | 12 | 46 | 45 | +1  | 44   | Clasificados a los Play-Offs |
| 9    | Orlando City B            | 32 | 10 | 12 | 10 | 37 | 36 | +1  | 42   |                              |
| 10   | Ottawa Fury FC            | 32 | 8  | 14 | 10 | 42 | 41 | +1  | 38   |                              |
| 11   | Harrisburg City Islanders | 32 | 10 | 7  | 15 | 28 | 47 | −19 | 37   |                              |
| 12   | Saint Louis FC            | 32 | 9  | 9  | 14 | 35 | 48 | −13 | 36   |                              |
| 13   | Pittsburgh Riverhounds    | 32 | 8  | 12 | 12 | 33 | 42 | −9  | 36   |                              |
| 14   | Richmond Kickers          | 32 | 8  | 8  | 16 | 24 | 36 | −12 | 32   |                              |
| 15   | Toronto FC II             | 32 | 6  | 7  | 19 | 27 | 54 | −27 | 25   |                              |

### Conferencia oeste
| Pos. | Equipo                          | PJ | PG | PE | PP | GF | GC | DG  | Pts. |                             |
| ---- | ------------------------------- | -- | -- | -- | -- | -- | -- | --- | ---- | --------------------------- |
| 1    | Real Monarchs                   | 32 | 20 | 7  | 5  | 59 | 31 | +28 | 67   | Clasificado a los Play-Offs |
| 2    | San Antonio FC                  | 32 | 17 | 11 | 4  | 45 | 24 | +21 | 62   | Clasificado a los Play-Offs |
| 3    | Reno 1868 FC                    | 32 | 17 | 8  | 7  | 75 | 39 | +36 | 59   | Clasificado a los Play-Offs |
| 4    | Swope Park Rangers              | 32 | 17 | 7  | 8  | 55 | 37 | +18 | 58   | Clasificado a los Play-Offs |
| 5    | Phoenix Rising FC               | 32 | 17 | 7  | 8  | 50 | 37 | +13 | 58   | Clasificado a los Play-Offs |
| 6    | Oklahoma City Energy FC         | 32 | 14 | 7  | 11 | 46 | 41 | +5  | 49   | Clasificado a los Play-Offs |
| 7    | Tulsa Roughnecks                | 32 | 14 | 4  | 14 | 46 | 49 | −3  | 46   | Clasificado a los Play-Offs |
| 8    | Sacramento Republic FC          | 32 | 13 | 7  | 12 | 45 | 43 | +2  | 46   | Clasificado a los Play-Offs |
| 9    | Colorado Springs Switchbacks FC | 32 | 12 | 8  | 12 | 55 | 51 | +4  | 44   |                             |
| 10   | Orange County SC                | 32 | 11 | 10 | 11 | 43 | 47 | −4  | 43   |                             |
| 11   | Rio Grande Valley Toros         | 32 | 9  | 8  | 15 | 37 | 50 | −13 | 35   |                             |
| 12   | Seattle Sounders 2              | 32 | 9  | 4  | 19 | 42 | 61 | −19 | 31   |                             |
| 13   | LA Galaxy II                    | 32 | 8  | 5  | 19 | 32 | 64 | −32 | 29   |                             |
| 14   | Vancouver Whitecaps 2           | 32 | 5  | 9  | 18 | 32 | 52 | −20 | 24   |                             |
| 15   | Portland Timbers 2              | 32 | 3  | 6  | 23 | 27 | 63 | −36 | 15   |                             |

## Fase final

### Conferencia este
- Cuartos de final

| 20/10/2017 | Louisville City FC | 4-0        | Bethlehem Steel FC     |
| 21/10/2017 | Rochester Rhinos   | 2-1 (pro.) | Charlotte Independence |
| 21/10/2017 | Charleston Battery | 0-4        | New York Red Bulls II  |
| 21/10/2017 | Tampa Bay Rowdies  | 3-0        | FC Cincinnati          |

- Semifinales

| 28/10/2017 | Louisville City FC | 1-0        | Rochester Rhinos      |
| 28/10/2017 | Tampa Bay Rowdies  | 1-2 (pro.) | New York Red Bulls II |

- Final

| 4/11/2017 | Louisville City FC | 1-1 (4–3 pen.) | New York Red Bulls II |

### Conferencia oeste
- Cuartos de final

| 20/10/2017 | Real Monarchs      | 1-1 (1–3 pen.) | Sacramento Republic FC  |
| 21/10/2017 | Reno 1868 FC       | 0-1            | Oklahoma City Energy FC |
| 21/10/2017 | San Antonio FC     | 2-1            | Tulsa Roughnecks        |
| 21/10/2017 | Swope Park Rangers | 1-1 (4–2 pen.) | Phoenix Rising FC       |

- Semifinales

| 28/10/2017 | Swope Park Rangers | 1-0            | Sacramento Republic FC  |
| 28/10/2017 | San Antonio FC     | 1-1 (1–4 pen.) | Oklahoma City Energy FC |

- Final

| 7/11/2017 | Swope Park Rangers | 0-0 (7–6 pen.) | Oklahoma City Energy FC |

## Final del campeonato
| 13 de noviembre de 2017 | Louisville City FC | 1:0 (0:0) | Swope Park Rangers | Louisville Slugger Field, Louisville                           |                                                                |
| 20:00                   | Lancaster 88'      | Reporte   |                    | Asistencia: 14.456 espectadores Árbitro(s): Jose Carlos Rivero | Asistencia: 14.456 espectadores Árbitro(s): Jose Carlos Rivero |

### Campeón
| USL Professional Division 2017 |
| ------------------------------ |
| Bandera de Kentucky            |
| Louisville City FC 1º Título   |

## Goleadores
| Posición | Jugador          | Equipo                       | Goles |
| -------- | ---------------- | ---------------------------- | ----- |
| 1        | Dane Kelly       | Reno 1868 FC                 | 18    |
| 2        | Chandler Hoffman | Real Monarchs                | 16    |
| 2        | Enzo Martinez    | Charlotte Independence       | 16    |
| 4        | José Angulo      | Oklahoma City Energy         | 15    |
| 4        | Romario Williams | Charleston Battery           | 15    |
| 6        | Kharlton Belmar  | Swope Park Rangers           | 14    |
| 6        | Corey Hertzog    | Pittsburgh Riverhounds       | 14    |
| 8        | Georgi Hristov   | Tampa Bay Rowdies            | 13    |
| 8        | Jason Johnson    | Phoenix Rising FC            | 13    |
| 10       | Djiby Fall       | FC Cincinnati                | 12    |
| 10       | Kevaughn Frater  | Colorado Springs Switchbacks | 12    |
| 10       | Jorge Herrera    | Charlotte Independence       | 12    |
| 10       | Antoine Hoppenot | Reno 1868 FC                 | 12    |